# デューイ・ラーソン
デューイ・ラーソン（Dewey Larson、生年月日不明 - ）は、WWE所属のレフェリー。
現在はWWEのECWでレフェリーを担当している。